# Sternjasmin
Sternjasmin (Trachelospermum) ist eine Pflanzengattung innerhalb der Familie der Hundsgiftgewächse (Apocynaceae).

## Beschreibung

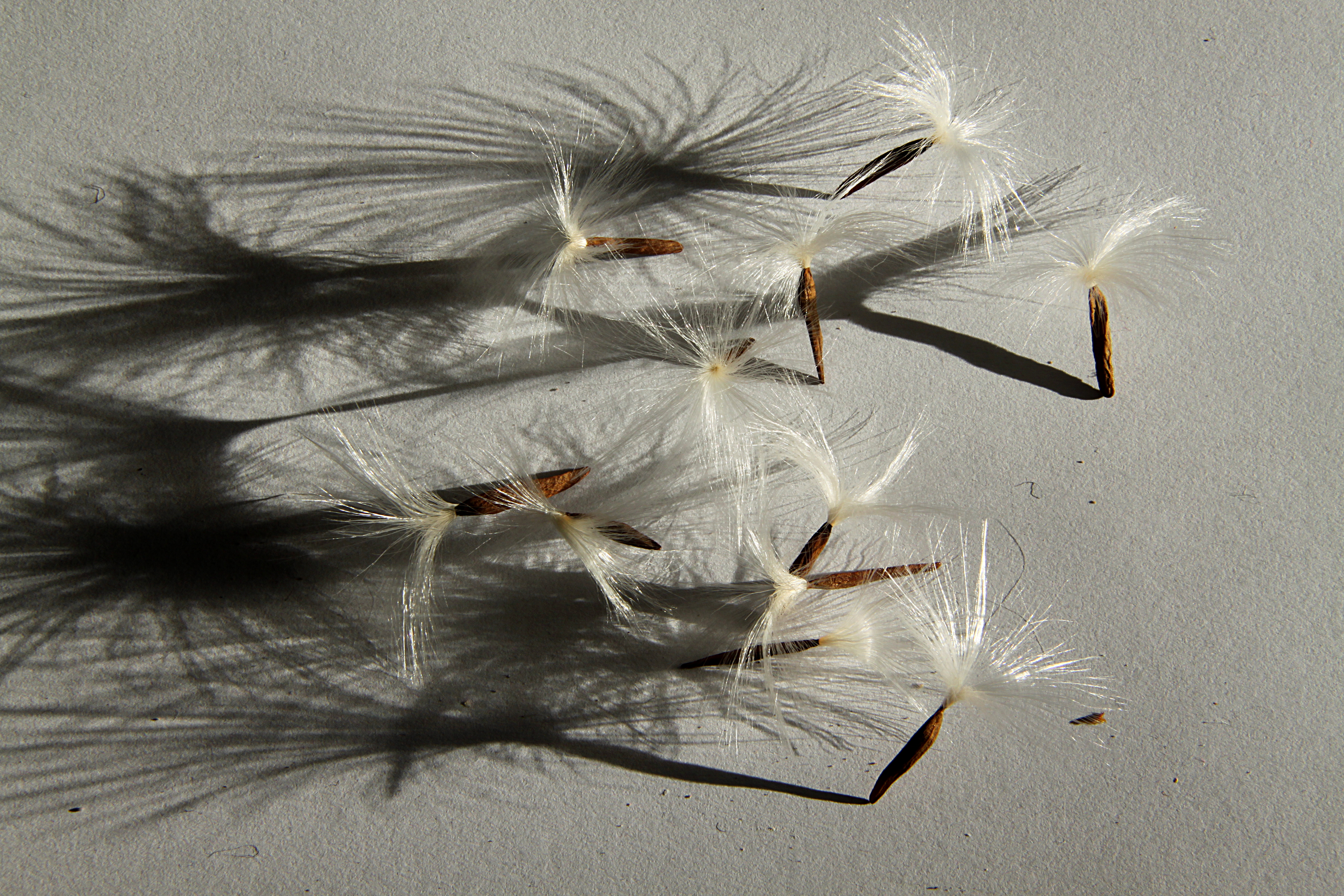
Samen von Trachelospermum jasminoides

### Vegetative Merkmale
Trachelospermum-Arten sind verholzte Lianen, die einen weißen Milchsaft enthalten. Die Laubblätter sind gegenständig.

### Generative Merkmale
Die hängenden, zymösen Blütenstände sind endständig, pseudo-seitenständig oder seitenständig.
Die zwittrigen Blüten sind radiärsymmetrisch und fünfzählig mit doppelter Blütenhülle. Die fünf Kelchblätter nur kurz verwachsen. Am Kelch sind fünf bis zehn basale Drüsen vorhanden. Die fünf weißen oder purpurfarben Kronblätter sind stieltellerförmig verwachsen. Die zylindrische Kronröhre ist an der Ansatzstelle der Staubblätter erweitert und der Schlund ist verengt. Die freien Kronlappen überlappen einander und sind nach rechts gedreht. Die Staubblätter setzen im unteren Drittel der Kronröhre an. Die Staubbeutel sind pfeilförmig. Es ist ein Diskus aus fünf freien Schuppen vorhanden. Der zweifächrige Fruchtknoten enthält zahlreiche Samenanlagen. Der relativ kurze Griffel endet in einer kegelförmigen Narbe.
Die Samen sind länglich und besitzen reichlich Endosperm. Die Keimblätter sind linealisch, flach, die Radicula ist kurz.

## Systematik und Verbreitung

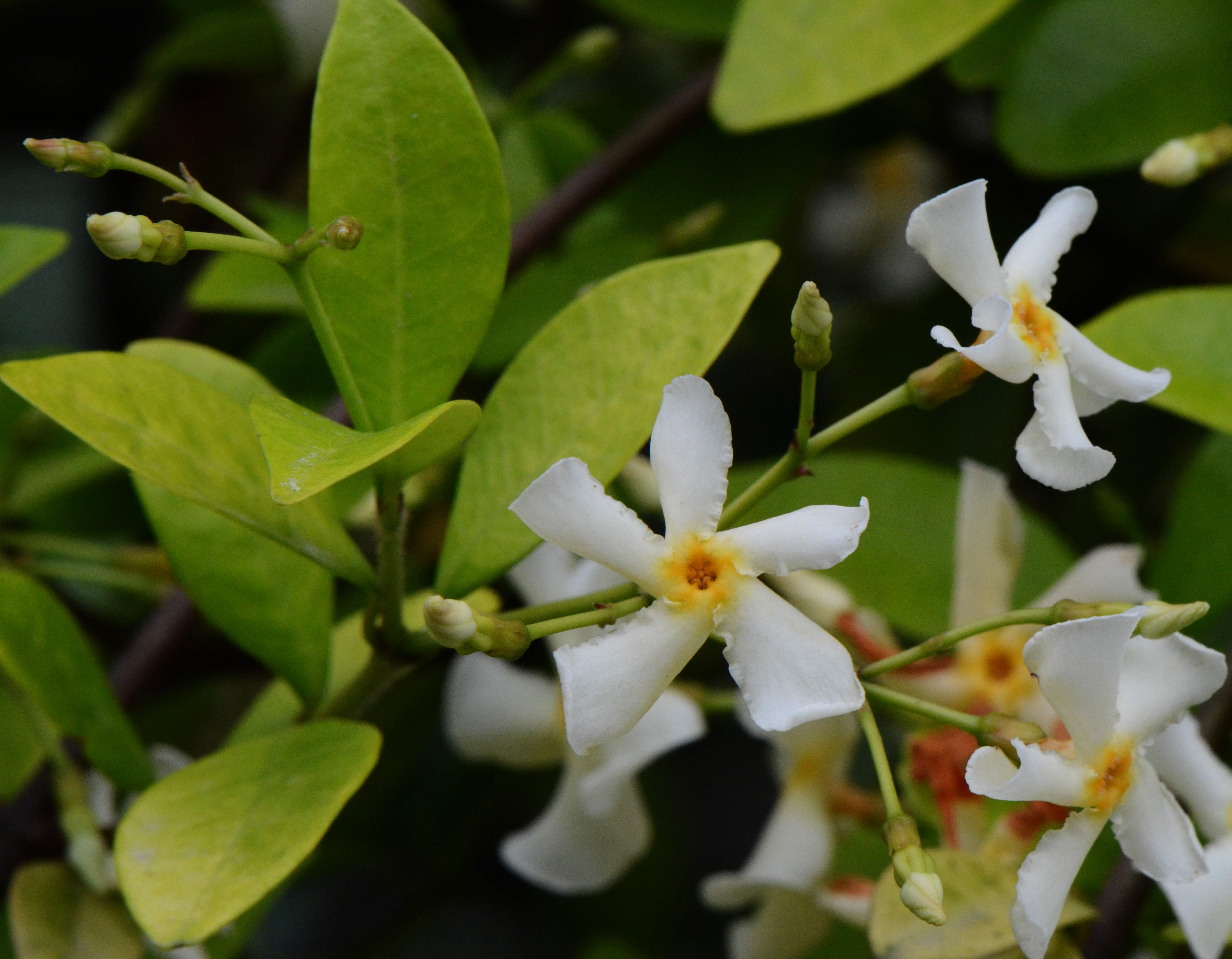
Trachelospermum asiaticum

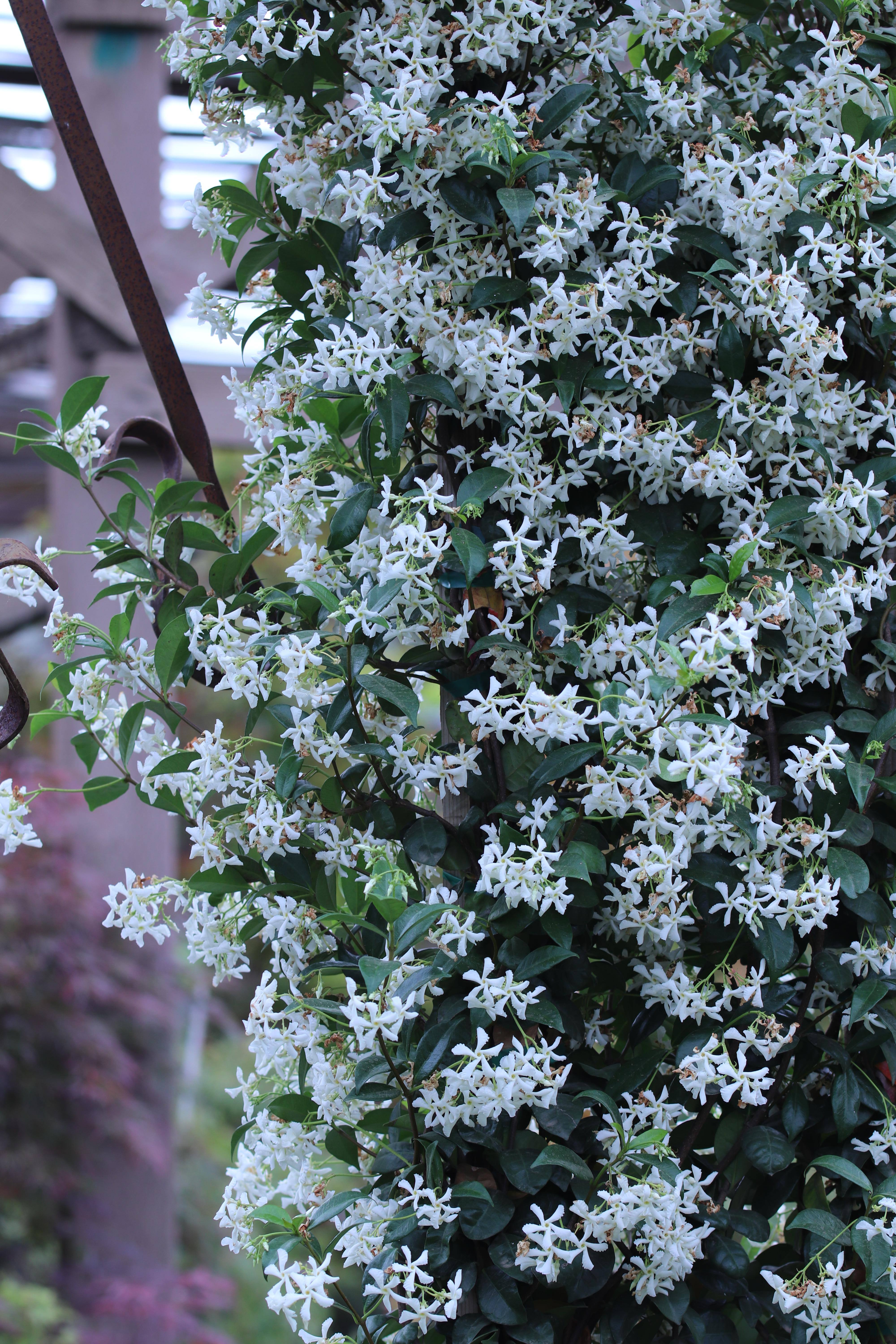
Falscher Jasmin (Trachelospermum jasminoides)

Die Gattung Trachelospermum wurde 1851 durch Charles Lemaire in Jardin Fleuriste; Journal General des Progres et des Interets Horticoles et Botaniques 1, ad Tafel 61 aufgestellt. Der Gattungsname Trachelospermum Lem. ist ein Nomen conservandum und typus conservandum.
Die Gattung Trachelospermum gehört zur Tribus Apocyneae in der Unterfamilie Apocynoideae innerhalb der Familie Apocynaceae.
Die Arten der Gattung Trachelospermum sind im subtropischen bis tropischen Asien verbreitet.
Die Gattung Trachelospermum enthält je nach Autor 9 bis 20 Arten:
- Trachelospermum asiaticum (Siebold & Zucc.) Nakai: Sie ist vom nördlichen Indien über Tibet und China, Thailand, Korea[1] bis Japan und Borneo verbreitet.[4]
- Trachelospermum assamense Woodson: Sie kommt vom östlichen Himalaja bis Assam vor.[4]
- Trachelospermum axillare Hook. f.: Sie kommt vom Himalaja bis Indochina und das südliche China vor.[1][4]
- Trachelospermum brevistylum Hand.-Mazz.: Sie klettert oft an Bäumen in offenen Wäldern in Höhenlagen von 600 bis 1100 Metern in Tibet und den chinesischen Provinzen Anhui, Fujian, Guangdong, Guangxi, Guizhou, Hunan sowie Sichuan.[4]
- Trachelospermum dunnii (H.Lév.) H.Lév.: Sie kommt vom nördlichen Vietnam bis zu den chinesischen Provinzen Guangxi, Guizhou, Hunan, Yunnan sowie Zhejiang vor.[1]
- Trachelospermum inflatum (Blume) Pierre ex Pichon: Sie kommt von Sumatra bis Java vor.[4]
- Falscher Jasmin[5] (Trachelospermum jasminoides (Lindl.) Lem.): Er kommt von Japan bis Vietnam vor.[4]
- Trachelospermum lucidum (D.Don) K.Schum. (Syn.: Trachelospermum cathayanum C.K.Schneid., Trachelospermum cathayanum var. longipedicellatum Lingelsh., Trachelospermum cathayanum var. tetanocarpum (C.K.Schneid.) Tsiang & P.T.Li, Trachelospermum tetanocarpum C.K.Schneid., Trachelospermum wenchowense Tsiang, Trachelospermum longipedicellatum (Lingelsh.) Woodson, Trachelospermum formosanum Y.C.Liu & Ou, Trachelospermum yunnanense Tsiang & P.T.Li, Trachelospermum lucidum var. osmastoniana S.N.Biswas, Trachelospermum bodinieri (H.Lév.) Woodson): Sie ist von Pakistan über Tibet und China bis Taiwan verbreitet.[4]
- Trachelospermum vanoverberghii Merr.: Dieser Endemit kommt nur auf der Insel Luzon vor.[4]

## Nutzung
Trachelospermum jasminoides ist eine weit verbreitete, auch in den gemäßigten Gebieten verwendete Zierpflanze. Daneben wird auch Trachelospermum asiaticum angepflanzt.

## Belege